# Список Героев Советского Союза (Севрюков — Сергиенков)
В настоящем списке представлены в алфавитном порядке все Герои Советского Союза, чьи фамилии начинаются с буквы «С» (всего 1165 человек, из них 19 удостоены звания дважды). Список содержит даты Указов Президиума Верховного Совета СССР о присвоении звания, информацию о роде войск, должности и воинском звании Героев на дату представления к присвоению звания Героя Советского Союза, годах их жизни.
- Персиковым цветом  в таблице выделены Герои, удостоенные звания дважды и более раз.
- Серым цветом  в таблице выделены Герои, представленные к званию посмертно.

| Навигационная таблица | Навигационная таблица                 |
| --------------------- | ------------------------------------- |
| «С»                   | Сабанов Григорий — Самсонов Владимир  |
| «С»                   | Самсонов Иван — Севрюков Алексей      |
| «С»                   | Севрюков Леонид — Сергиенков Дмитрий  |
| «С»                   | Сергов Алексей — Силантьев Николай    |
| «С»                   | Силин Николай — Скрылёв Алексей       |
| «С»                   | Скрылёв Виктор — Соболевский Анатолий |
| «С»                   | Собянин Гавриил — Сорокин Сергей      |
| «С»                   | Сорокин Фёдор — Степин Кузьма         |
| «С»                   | Степовой Арсентий — Сулин Семён       |
| «С»                   | Султанов Барый — Сябро Николай        |

| № п/п | Фамилия Имя Отчество                                                  | Дата Указа            | Род войск  | Должность | Звание                               | Годы жизни              | БС ГС НЛ                        |
| ----- | --------------------------------------------------------------------- | --------------------- | ---------- | --- | ------------------------------------ | ----------------------- | ------------------------------- |
| 236   | Севрюков Леонид Иванович                                              | 23.10.1942            | авиация    | лётчик 7-го истребительного авиационного полка 62-й истребительной авиационной бригады ВВС Черноморского флота | сержант                              | 02.04.1922 — 28.04.1942 | [ БС 1 ] [ ГС 1 ] [ НЛ 1 ]      |
| 237   | Севрюков Николай Михайлович                                           | 31.03.1943            | пехота     | командир отделения 130-го гвардейского стрелкового полка 44-й гвардейской стрелковой дивизии 1-й гвардейской армии Юго-Западного фронта | гвардии сержант                      | 26.04.1909 — 15.01.1943 | [ БС 1 ] [ ГС 2 ] [ НЛ 2 ]      |
| 238   | Седельников Пётр Иванович                                             | 23.02.1943            | авиация    | командир звена 237-го штурмового авиационного полка 305-й штурмовой авиационной дивизии 14-й воздушной армии 3-го Прибалтийского фронта | старший лейтенант                    | 27.12.1921 — 22.11.2017 | [ БС 1 ] [ ГС 3 ] [ НЛ 3 ]      |
| 239   | Седенков Тимофей Дмитриевич                                           | 10.04.1945            | пехота     | командир взвода автоматчиков разведывательной роты 17-й гвардейской механизированной бригады 6-го гвардейского механизированного корпуса 4-й танковой армии 1-го Украинского фронта | гвардии старшина                     | 14.02.1918 — 13.04.1985 | [ БС 1 ] [ ГС 4 ] [ НЛ 4 ]      |
| 240   | Седнев Сергей Егорович                                                | 03.06.1944            | инженер    | моторист 23-го отдельного моторизированного понтонно-мостового батальона 47-й армии Воронежского фронта | ефрейтор                             | 1917 — 28.07.1975       | [ БС 1 ] [ ГС 5 ] [ НЛ 5 ]      |
| 241   | Седненков Николай Петрович                                            | 26.10.1944            | авиация    | командир звена 7-го гвардейского штурмового авиационного полка 230-й штурмовой авиационной дивизии 4-й воздушной армии 2-го Белорусского фронта | гвардии лейтенант                    | 21.04.1919 — 03.09.1944 | [ БС 1 ] [ ГС 6 ] [ НЛ 6 ]      |
| 242   | Седов Геннадий Яковлевич                                              | 22.02.1944            | артиллерия | командир миномётного расчёта 273-го гвардейского стрелкового полка 89-й гвардейской стрелковой дивизии 37-й армии Степного фронта | гвардии сержант                      | 17.10.1924 — 16.01.2006 | [ БС 2 ] [ ГС 7 ] [ НЛ 7 ]      |
| 243   | Седов Григорий Александрович                                          | 01.05.1957            | авиация    | лётчик-испытатель ОКБ Микояна | инженер-полковник                    | 15.01.1917 — 10.04.2014 | ——                              |
| 244   | Седов Иван Васильевич                                                 | 31.03.1944            | пехота     | командир взвода 130-го гвардейского стрелкового полка 44-й гвардейской стрелковой дивизии 1-й гвардейской армии Юго-Западного фронта | гвардии младший лейтенант            | 26.12.1923 — 15.01.1943 | [ БС 3 ] [ ГС 9 ] [ НЛ 8 ]      |
| 245   | Седов Иван Викторович                                                 | 28.04.1945            | танкист    | командир танковой роты 250-го танкового полка 13-й гвардейской кавалерийской дивизии 6-го гвардейского кавалерийского корпуса 2-го Украинского фронта | старший лейтенант                    | 11.12.1913 — 24.10.1944 | [ БС 3 ] [ ГС 10 ] [ НЛ 9 ]     |
| 246   | Седов Константин Степанович                                           | 07.08.1943            | артиллерия | командир орудия 540-го лёгкого артиллерийского полка 16-й лёгкой артиллерийской бригады 5-й артиллерийской дивизии 4-го артиллерийского корпуса прорыва РГК в составе 13-й армии Центрального фронта | старшина                             | 1908 — 07.07.1943       | [ БС 3 ] [ ГС 11 ] [ НЛ 10 ]    |
| 247   | Седов Леонид Сергеевич                                                | 23.07.1944            | пехота     | командир отделения взвода противотанковых ружей 457-го стрелкового полка 129-й стрелковой дивизии 3-й армии 1-го Белорусского фронта | старший сержант                      | 04.04.1925 — 28.02.1945 | [ БС 3 ] [ ГС 12 ] [ НЛ 11 ]    |
| 248   | Седукевич Сергей Евстафьевич                                          | 24.03.1945            | артиллерия | командир батареи 902-го стрелкового полка 248-й стрелковой дивизии 5-й ударной армии 1-го Белорусского фронта | капитан                              | 14.09.1918 — 15.12.2001 | [ БС 3 ] [ ГС 13 ] [ НЛ 12 ]    |
| 249   | Седунов Александр Петрович                                            | 22.02.1944            | инженер    | командир роты 68-го отдельного штурмового инженерно-саперного батальона 14-й штурмовой инженерно-сапёрной бригады РГК в составе 32-го гвардейского стрелкового корпуса 5-й гвардейской армии Степного фронта | лейтенант                            | 07.11.1919 — 02.03.1992 | [ БС 4 ] [ ГС 14 ] [ НЛ 13 ]    |
| 250   | Седых Иван Викторович                                                 | 18.05.1943            | пехота     | стрелок 78-го гвардейского стрелкового полка 25-й гвардейской стрелковой дивизии 6-й армии Юго-Западного фронта | гвардии сержант                      | 1904 — 05.03.1943       | [ БС 5 ] [ ГС 15 ] [ НЛ 14 ]    |
| 251   | Сейтвелиев Сейтнафе крымскотат. Seytveliyev Seytnafe                  | 25.09.1944            | артиллерия | командир орудия 350-го стрелкового полка 96-й стрелковой дивизии 48-й армии 1-го Белорусского фронта | старший сержант                      | 29.05.1919 — 13.03.1983 | [ БС 5 ] [ ГС 16 ] [ НЛ 15 ]    |
| 252   | Секин Владимир Алексеевич                                             | 18.08.1945            | авиация    | командир звена 103-го штурмового авиационного полка 230-й штурмовой авиационной дивизии 4-й воздушной армии 2-го Белорусского фронта | лейтенант                            | 15.05.1924 — 20.12.2005 | [ БС 5 ] [ ГС 17 ] [ НЛ 16 ]    |
| 253   | Селедцов Иван Федосеевич                                              | 05.11.1942            | танкист    | командир танкового батальона 156-й танковой бригады 38-й армии Юго-Западного фронта | старший лейтенант                    | 23.06.1914 — 22.06.1942 | [ БС 5 ] [ ГС 18 ] [ НЛ 17 ]    |
| 254   | Селезнёв Анатолий Петрович                                            | 24.03.1945            | пехота     | командир взвода 766-го стрелкового полка 217-й стрелковой дивизии 48-й армии 1-го Белорусского фронта | лейтенант                            | 29.01.1923 — 19.10.1993 | [ БС 5 ] [ ГС 19 ] [ НЛ 18 ]    |
| 255   | Селезнёв Михаил Григорьевич                                           | 24.03.1945            | пехота     | командир отделения 1348-го стрелкового полка 399-й стрелковой дивизии 48-й армии 1-го Белорусского фронта | сержант                              | 11.10.1915 — 30.06.1944 | [ БС 5 ] [ ГС 20 ] [ НЛ 19 ]    |
| 256   | Селезнёв Николай Илларионович                                         | 22.02.1944            | пехота     | командир отделения роты автоматчиков 186-го гвардейского стрелкового полка 62-й гвардейской стрелковой дивизии 37-й армии 2-го Украинского фронта | гвардии сержант                      | 29.05.1917 — 24.02.1993 | [ БС 5 ] [ ГС 21 ] [ НЛ 20 ]    |
| 257   | Селезнёв Николай Павлович                                             | 15.01.1944            | инженер    | помощник командира сапёрного взвода 218-го гвардейского стрелкового полка 77-й гвардейской стрелковой дивизии 61-й армии Центрального фронта | гвардии младший сержант              | 04.06.1922 — 02.02.1945 | [ БС 6 ] [ ГС 22 ] [ НЛ 21 ]    |
| 258   | Селезнёв Пётр Иванович                                                | 22.07.1944            | авиация    | штурман эскадрильи 118-го разведывательного авиационного полка ВВС Северного флота | капитан                              | 15.05.1920 — 19.07.1985 | [ БС 7 ] [ ГС 23 ] [ НЛ 22 ]    |
| 259   | Селезнёв Фёдор Васильевич                                             | 24.03.1945            | инженер    | командир отделения 62-го отдельного понтонно-мостового батальона 2-й понтонно-мостовой бригады РГК в составе 46-й армии 2-го Украинского фронта | старший сержант                      | 1921 — 05.12.1944       | [ БС 7 ] [ ГС 24 ] [ НЛ 23 ]    |
| 260   | Селиванов Евграф Иосифович                                            | 18.08.1945            | авиация    | штурман 43-го гвардейского штурмового авиационного полка 230-й штурмовой авиационной дивизии 4-й воздушной армии 2-го Белорусского фронта | гвардии майор                        | 26.09.1911 — 24.03.1945 | [ БС 7 ] [ ГС 25 ] [ НЛ 24 ]    |
| 261   | Селиванов Иван Павлович                                               | 22.02.1939            | авиация    | штурман скоростной бомбардировочной авиационной эскадрильи особого назначения ВВС Китайской Республики | капитан                              | 07.06.1903 — 02.10.1984 | ——                              |
| 262   | Селиванов Пётр Дмитриевич                                             | 24.03.1945            | танкист    | командир танковой роты 122-й танковой бригады 1-й ударной армии 3-го Прибалтийского фронта | лейтенант                            | 11.07.1922 — 07.09.1989 | [ БС 7 ] [ ГС 27 ] [ НЛ 25 ]    |
| 263   | Селивантьев Фёдор Григорьевич                                         | 15.05.1946            | кавалерия  | командир эскадрона 9-го гвардейского кавалерийского полка 3-й гвардейской кавалерийской дивизии 2-го гвардейского кавалерийского корпуса 1-го Белорусского фронта | гвардии старший лейтенант            | 15.02.1916 — 10.11.1989 | [ БС 8 ] [ ГС 28 ] [ НЛ 26 ]    |
| 264   | Селиверстов Иван Никитович                                            | 15.05.1946            | артиллерия | командир орудия 29-го гвардейского отдельного истребительно-противотанкового дивизиона 25-й гвардейской стрелковой дивизии 7-й гвардейской армии 2-го Украинского фронта | гвардии старший сержант              | 07.12.1920 — 10.04.1945 | [ БС 9 ] [ ГС 29 ] [ НЛ 27 ]    |
| 265   | Селиверстов Кузьма Егорович                                           | 27.03.1942            | авиация    | командир звена 55-го истребительного авиационного полка 20-й смешанной авиационной дивизии 9-й армии Южного фронта | лейтенант                            | 14.11.1913 — 15.10.1941 | [ БС 9 ] [ ГС 30 ] [ НЛ 28 ]    |
| 266   | Селиверстов Фёдор Петрович                                            | 23.02.1945            | авиация    | заместитель командира эскадрильи 10-го отдельного разведывательного авиационного полка 1-й воздушной армии 3-го Белорусского фронта | капитан                              | 18.06.1917 — 14.10.2000 | [ БС 9 ] [ ГС 31 ] [ НЛ 29 ]    |
| 267   | Селифонов Андрей Семёнович                                            | 24.03.1945            | инженер    | катерист 107-го отдельного моторизированного понтонно-мостового батальона 2-й понтонно-мостовой бригады РГК в составе 46-й армии 2-го Украинского фронта | ефрейтор                             | 05.12.1921 — 30.11.1980 | [ БС 9 ] [ ГС 32 ] [ НЛ 30 ]    |
| 268   | Селифонов Иван Иванович                                               | 27.06.1945            | авиация    | командир звена 106-го гвардейского истребительного авиационного полка 11-й гвардейской истребительной авиационной дивизии 2-го гвардейского штурмового авиационного корпуса 2-й воздушной армии 1-го Украинского фронта                                                                                            | гвардии старший лейтенант            | 23.12.1922 — 07.03.2019 | [ БС 9 ] [ ГС 33 ] [ НЛ 31 ]    |
| 269   | Селицкий Иван Степанович                                              | 27.02.1945            | пехота     | командир отделения 1105-го стрелкового полка 328-й стрелковой дивизии 47-й армии 1-го Белорусского фронта | старшина                             | 11.12.1917 — 05.11.1987 | [ БС 9 ] [ ГС 34 ] [ НЛ 32 ]    |
| 270   | Селицкий Николай Александрович пол. Sielicki Mikołaj                  | 31.12.1936            | танкист    | командир взвода танков Т-26 танковой роты Поля Армана вооружённых сил Испанской Республики | лейтенант                            | 05.04.1907 — 29.10.1936 | ——                              |
| 271   | Селищев Василий Петрович                                              | 10.04.1945            | артиллерия | командир батареи 1222-го самоходного артиллерийского полка 10-го гвардейского танкового корпуса 4-й танковой армии 1-го Украинского фронта | старший лейтенант                    | 14.03.1915 — 21.02.1945 | [ БС 10 ] [ ГС 36 ] [ НЛ 33 ]   |
| 272   | Селищев Тимофей Ильич                                                 | 15.05.1946            | пехота     | командир 238-го гвардейского стрелкового полка 81-й гвардейской стрелковой дивизии 7-й гвардейской армии 2-го Украинского фронта | гвардии подполковник                 | 01.05.1904 — 09.04.1945 | [ БС 11 ] [ ГС 37 ] [ НЛ 34 ]   |
| 273   | Сельгиков Михаил Арыкович калм. Сельгиков Михаил                      | 08.05.1965            | партизан   | активный участник партизанской борьбы на Брянщине, заместитель командира партизанского отряда имени Д. А. Фурманова по разведке и диверсионной работе | —                                    | 17.12.1920 — 16.05.1985 | ——                              |
| 274   | Сельский Семён Петрович                                               | 24.03.1945            | артиллерия | командир батареи 101-го миномётного полка 3-й миномётной бригады 7-й артиллерийской дивизии прорыва РГК в составе 46-й армии 2-го Украинского фронта | старший лейтенант                    | 10.03.1924 — 15.01.2004 | [ БС 11 ] [ ГС 39 ] [ НЛ 35 ]   |
| 275   | Селютин Аркадий Михайлович                                            | 05.11.1944            | авиация    | старший лётчик 4-го гвардейского истребительного авиационного полка 1-й гвардейской истребительной авиационной дивизии ВВС Балтийского флота | гвардии старший лейтенант            | 11.03.1922 — 05.12.2002 | [ БС 11 ] [ ГС 40 ] [ НЛ 36 ]   |
| 276   | Селягин Иван Николаевич                                               | 18.08.1945            | авиация    | командир эскадрильи 6-го гвардейского отдельного штурмового авиационного полка 3-й воздушной армии 3-го Белорусского фронта | гвардии старший лейтенант            | 26.07.1918 — 21.09.1990 | [ БС 11 ] [ ГС 41 ] [ НЛ 37 ]   |
| 277   | Селянин Евгений Николаевич                                            | 23.02.1945            | авиация    | заместитель командира эскадрильи 174-го гвардейского штурмового авиационного полка 11-й гвардейской штурмовой авиационной дивизии 16-й воздушной армии 1-го Белорусского фронта | гвардии старший лейтенант            | 23.02.1923 — 28.07.2001 | [ БС 11 ] [ ГС 42 ] [ НЛ 38 ]   |
| 278   | Семак Николай Павлович укр. Семак Микола Павлович                     | 25.08.1944            | пехота     | командир роты противотанковых ружей 338-го гвардейского стрелкового полка 117-й гвардейской стрелковой дивизии 18-й армии 1-го Украинского фронта | гвардии лейтенант                    | 03.05.1919 — 13.01.1944 | [ БС 11 ] [ ГС 43 ] [ НЛ 39 ]   |
| 279   | Семак Павел Иванович укр. Семак Павло Іванович                        | 23.02.1945            | авиация    | командир эскадрильи 4-го гвардейского бомбардировочного авиационного полка 280-й смешанной авиационной дивизии 14-й воздушной армии 3-го Прибалтийского фронта | гвардии капитан                      | 16.08.1913 — 26.01.1961 | [ БС 12 ] [ ГС 44 ] [ НЛ 40 ]   |
| 280   | Семакин Афанасий Иванович                                             | 15.05.1946            | пехота     | командир батальона 269-го гвардейского стрелкового полка 88-й гвардейской стрелковой дивизии 8-й гвардейской армии 1-го Белорусского фронта | гвардии капитан                      | 25.08.1907 — 28.09.1945 | [ БС 13 ] [ ГС 45 ] [ НЛ 41 ]   |
| 281   | Семейко Николай Илларионович укр. Семейко Микола Іларіонович          | 19.04.1945 29.06.1945 | авиация    | штурман эскадрильи 75-го гвардейского штурмового авиационного полка 1-й гвардейской штурмовой авиационной дивизии 1-й воздушной армии 3-го Белорусского фронта штурман 75-го гвардейского штурмового авиационного полка 1-й гвардейской штурмовой авиационной дивизии 1-й воздушной армии 3-го Белорусского фронта | гвардии капитан                      | 25.03.1923 — 20.04.1945 | [ БС 13 ] [ ГС 46 ] [ НЛ 42 ]   |
| 282   | Семенишин Владимир Григорьевич                                        | 24.05.1943            | авиация    | штурман 298-го истребительного авиационного полка 219-й бомбардировочной авиационной дивизии 4-й воздушной армии Северо-Кавказского фронта | майор                                | 15.06.1910 — 29.09.1943 | [ БС 13 ] [ ГС 47 ] [ НЛ 43 ]   |
| 283   | Семёнов Александр Иванович                                            | 10.04.1945            | артиллерия | командир СУ-85 13-й гвардейской танковой бригады 4-го гвардейского танкового корпуса 60-й армии 1-го Украинского фронта | гвардии лейтенант                    | 21.06.1922 — 04.10.2020 | [ БС 13 ] [ ГС 48 ] [ НЛ 44 ]   |
| 284   | Семёнов Александр Фёдорович                                           | 21.03.1940            | авиация    | помощник командира эскадрильи 7-го истребительного авиационного полка 59-й истребительной авиационной бригады 7-й армии Северо-Западного фронта | капитан                              | 07.04.1912 — 12.02.1979 | [ БС 13 ] [ ГС 49 ] [ НЛ 45 ]   |
| 285   | Семёнов Александр Яковлевич                                           | 10.04.1945            | пехота     | командир пулемётного расчёта 243-го стрелкового полка 181-й стрелковой дивизии 6-й армии 1-го Украинского фронта | старшина                             | 1913 — 21.01.1945       | [ БС 13 ] [ ГС 50 ] [ НЛ 46 ]   |
| 286   | Семёнов Андрей Данилович укр. Семенов Андрій Данилович                | 20.12.1943            | пехота     | командир роты 104-го гвардейского стрелкового полка 36-й гвардейской стрелковой дивизии 57-й армии Степного фронта | гвардии капитан                      | 1909 — 09.10.1943       | [ БС 14 ] [ ГС 51 ] [ НЛ 47 ]   |
| 287   | Семёнов Андрей Платонович укр. Семенов Андрій Платонович              | 26.10.1943            | пехота     | стрелок 224-го гвардейского стрелкового полка 72-й гвардейской стрелковой дивизии 7-й гвардейской армии Степного фронта | гвардии красноармеец                 | 14.10.1923 — 14.07.1995 | [ БС 15 ] [ ГС 52 ] [ НЛ 48 ]   |
| 288   | Семёнов Борис Самуилович                                              | 29.10.1943            | пехота     | командир роты 836-го стрелкового полка 240-й стрелковой дивизии 38-й армии Воронежского фронта | старший лейтенант                    | 23.11.1923 — 27.12.1943 | [ БС 15 ] [ ГС 53 ] [ НЛ 49 ]   |
| 289   | Семёнов Владимир Кузьмич                                              | 29.06.1945            | авиация    | старший лётчик 187-го отдельного корректировочно-разведывательного авиационного полка 15-й воздушной армии 2-го Прибалтийского фронта | старший лейтенант                    | 21.07.1920 — 29.11.1990 | [ БС 15 ] [ ГС 54 ] [ НЛ 50 ]   |
| 290   | Семёнов Владимир Фёдорович                                            | 23.02.1945            | авиация    | заместитель командира эскадрильи 976-го истребительного авиационного полка 259-й истребительной авиационной дивизии 3-й воздушной армии 1-го Прибалтийского фронта | старший лейтенант                    | 22.09.1923 — 21.11.1985 | [ БС 15 ] [ ГС 55 ] [ НЛ 51 ]   |
| 291   | Семёнов Дмитрий Иванович                                              | 24.03.1945            | пехота     | командир пулемётного расчёта 266-го гвардейского стрелкового полка 88-й гвардейской стрелковой дивизии 8-й гвардейской армии 1-го Белорусского фронта | гвардии старший сержант              | 1911 — 25.01.1945       | [ БС 15 ] [ ГС 56 ] [ НЛ 52 ]   |
| 292   | Семёнов Дмитрий Иванович укр. Семенов Дмитро Іванович                 | 24.03.1945            | артиллерия | командир дивизиона 473-го артиллерийского полка 99-й стрелковой дивизии 46-й армии 2-го Украинского фронта | майор                                | 21.10.1913 — 06.05.2006 | [ БС 15 ] [ ГС 57 ] [ НЛ 53 ]   |
| 293   | Семёнов Иван Дмитриевич                                               | 17.11.1943            | пехота     | командир отделения мотострелково-пулемётного батальона 51-й гвардейской танковой бригады 6-го гвардейского танкового корпуса 3-й гвардейской танковой армии Воронежского фронта | гвардии сержант                      | 15.09.1924 — 04.01.1976 | [ БС 16 ] [ ГС 58 ] [ НЛ 54 ]   |
| 294   | Семёнов Иван Ильич                                                    | 29.06.1945            | артиллерия | командир огневого взвода 887-го стрелкового полка 211-й стрелковой дивизии 38-й армии 4-го Украинского фронта | старший лейтенант                    | 1915 — 18.02.1945       | [ БС 17 ] [ ГС 59 ] [ НЛ 55 ]   |
| 295   | Семёнов Николай Фёдорович                                             | 24.03.1945            | инженер    | командир роты 93-го гвардейского отдельного сапёрного батальона 84-й гвардейской стрелковой дивизии 11-й гвардейской армии 3-го Белорусского фронта | гвардии лейтенант                    | 28.04.1904 — 07.05.1980 | [ БС 17 ] [ ГС 60 ] [ НЛ 56 ]   |
| 296   | Семёнов Павел Афанасьевич                                             | 14.03.1938            | танкист    | механик-водитель танка Т-26 1-го отдельного интернационального танкового полка вооружённых сил Испанской Республики | старший лейтенант                    | 04.11.1912 — 25.08.1942 | ——                              |
| 297   | Семёнов Пётр Сергеевич                                                | 19.04.1945            | генерал    | командующий артиллерией 11-й гвардейской армии 3-го Белорусского фронта | гвардии генерал-лейтенант артиллерии | 30.06.1902 — 25.12.1986 | [ БС 17 ] [ ГС 62 ] [ НЛ 57 ]   |
| 298   | Семёнов Степан Васильевич                                             | 05.11.1944            | инженер    | командир 90-го отдельного понтонно-мостового батальона 31-й армии 3-го Белорусского фронта | майор                                | 09.09.1914 — 25.07.1997 | [ БС 17 ] [ ГС 63 ] [ НЛ 58 ]   |
| 299   | Семёнов Фёдор Георгиевич                                              | 04.02.1944            | авиация    | помощник по воздушно-стрелковой службе командира 240-го истребительного авиационного полка 302-й истребительной авиационной дивизии 4-го истребительного авиационного корпуса 5-й воздушной армии Степного фронта                                                                                                  | капитан                              | 26.12.1918 — 19.10.1944 | [ БС 17 ] [ ГС 64 ] [ НЛ 59 ]   |
| 300   | Семенцов Михаил Иванович укр. Семенцов Михайло Іванович               | 28.09.1943            | авиация    | заместитель командира эскадрильи 41-го гвардейского истребительного авиационного полка 8-й гвардейской истребительной авиационной дивизии 5-го истребительного авиационного корпуса 2-й воздушной армии Воронежского фронта                                                                                        | гвардии старший лейтенант            | 26.09.1917 — 12.02.1945 | [ БС 17 ] [ ГС 65 ] [ НЛ 60 ]   |
| 301   | Семенченко Василий Алексеевич                                         | 15.01.1944            | артиллерия | командир огневого взвода 111-го стрелкового полка 55-й стрелковой дивизии 61-й армии Центрального фронта | младший лейтенант                    | 12.03.1912 — 21.08.1988 | [ БС 18 ] [ ГС 66 ] [ НЛ 61 ]   |
| 302   | Семенченко Кузьма Александрович укр. Семенченко Кузьма Олександрович  | 22.07.1941            | танкист    | командир 19-й танковой дивизии 22-го механизированного корпуса 5-й армии Юго-Западного фронта | генерал-майор танковых войск         | 03.07.1896 — 05.09.1965 | [ БС 19 ] [ ГС 67 ] [ НЛ 62 ]   |
| 303   | Семенюк Захар Владимирович укр. Семенюк Захар Володимирович           | 28.01.1943            | авиация    | инспектор-лётчик по технике пилотирования 220-й истребительной авиационной дивизии 16-й воздушной армии Донского фронта | капитан                              | 24.03.1919 — 17.05.1958 | [ БС 19 ] [ ГС 68 ] [ НЛ 63 ]   |
| 304   | Семенюк Иван Иванович бел. Семянюк Іван Іванавіч                      | 01.07.1944            | авиация    | командир эскадрильи 40-го гвардейского истребительного авиационного полка 8-й гвардейской истребительной авиационной дивизии 5-го истребительного авиационного корпуса 2-й воздушной армии 1-го Украинского фронта                                                                                                 | гвардии капитан                      | 15.02.1917 — 26.04.1973 | [ БС 19 ] [ ГС 69 ] [ НЛ 64 ]   |
| 305   | Семеняко Павел Иванович                                               | 24.03.1945            | пехота     | командир роты 629-го стрелкового полка 134-й стрелковой дивизии 69-й армии 1-го Белорусского фронта | капитан                              | 07.01.1917 — 15.07.2008 | [ БС 19 ] [ ГС 70 ] [ НЛ 65 ]   |
| 306   | Семерников Андрей Михайлович                                          | 09.02.1944            | артиллерия | командир орудия артиллерийского дивизиона 70-й механизированной бригады 9-го механизированного корпуса 3-й гвардейской танковой армии 1-го Украинского фронта | старший сержант                      | 10.07.1905 — 04.01.1995 | [ БС 19 ] [ ГС 71 ] [ НЛ 66 ]   |
| 307   | Семиглазов Фёдор Нестерович                                           | 16.10.1943            | артиллерия | командир орудия 6-го артиллерийского полка 74-й стрелковой дивизии 13-й армии Центрального фронта | старший сержант                      | 12.03.1918 — 24.12.1984 | [ БС 19 ] [ ГС 72 ] [ НЛ 67 ]   |
| 308   | Семиков Александр Иванович                                            | 31.05.1945            | пехота     | командир 227-го гвардейского стрелкового полка 79-й гвардейской стрелковой дивизии 8-й гвардейской армии 1-го Белорусского фронта | гвардии майор                        | 23.11.1916 — 23.03.1995 | [ БС 20 ] [ ГС 73 ] [ НЛ 68 ]   |
| 309   | Сёмин Сергей Васильевич                                               | 11.04.1940            | артиллерия | командир орудия 7-го стрелкового полка 24-й стрелковой дивизии 7-й армии Северо-Западного фронта | отделенный командир                  | 20.09.1917 — 15.10.1943 | [ БС 21 ] [ ГС 74 ] [ НЛ 69 ]   |
| 310   | Семирадский Александр Антонович пол. Siemiradzki Aleksandr            | 27.02.1945            | пехота     | командир батальона 1071-го стрелкового полка 311-й стрелковой дивизии 61-й армии 1-го Белорусского фронта | майор                                | 04.12.1923 — 30.01.1945 | [ БС 21 ] [ ГС 75 ] [ НЛ 70 ]   |
| 311   | Семченко Яков Сергеевич укр. Семченко Яків Сергійович                 | 10.04.1945            | артиллерия | командир 685-го лёгкого артиллерийского полка 15-й лёгкой артиллерийской бригады 3-й артиллерийской дивизии прорывы РГК в составе 5-й гвардейской армии 1-го Украинского фронта | майор                                | 06.12.1918 — 24.02.2004 | [ БС 21 ] [ ГС 76 ] [ НЛ 71 ]   |
| 312   | Сенагин Иван Леонтьевич укр. Сенагин Іван Леонтійович                 | 05.11.1944            | авиация    | командир эскадрильи 14-го гвардейского авиационного полка 5-й гвардейской авиационной дивизии 4-го гвардейского авиационного корпуса Авиации дальнего действия | гвардии майор                        | 29.08.1915 — 18.04.1996 | [ БС 21 ] [ ГС 77 ] [ НЛ 72 ]   |
| 313   | Сенатор Василий Трофимович укр. Сенатор Василь Трохимович             | 18.09.1943            | авиация    | штурман звена 10-го гвардейского авиационного полка 3-й гвардейской авиационной дивизии 3-го гвардейского авиационного корпуса Авиации дальнего действия | гвардии капитан                      | 08.01.1921 — 29.09.1944 | [ БС 21 ] [ ГС 78 ] [ НЛ 73 ]   |
| 314   | Сенаторов Александр Сергеевич                                         | 14.03.1938            | авиация    | командир отряда отдельной скоростной бомбардировочной эскадрильи ВВС Испанской Республики | полковник                            | 08.10.1912 — 24.12.1992 | ——                              |
| 315   | Сенатосенко Григорий Прокофьевич укр. Сенатосенко Григорій Прокопович | 31.05.1945            | пехота     | снайпер 1374-го стрелкового полка 416-й стрелковой дивизии 5-й ударной армии 1-го Белорусского фронта | старший сержант                      | 1923 — 08.03.1945       | [ БС 21 ] [ ГС 80 ] [ НЛ 74 ]   |
| 316   | Сенгирбаев Мусабек каз. Сеңгірбаев Мұсабек                            | 21.07.1942            | пехота     | стрелок 1075-го стрелкового полка 316-й стрелковой дивизии 16-й армии Западного фронта | красноармеец                         | 10.03.1917 — 16.11.1941 | [ БС 22 ] [ ГС 81 ] [ НЛ 75 ]   |
| 317   | Сентюков Николай Петрович                                             | 20.12.1943            | десантники | командир роты 19-го гвардейского воздушно-десантного полка 10-й гвардейской воздушно-десантной дивизии 37-й армии Степного фронта | гвардии лейтенант                    | 15.12.1923 — 13.10.1943 | [ БС 23 ] [ ГС 82 ] [ НЛ 76 ]   |
| 318   | Сентюрин Владимир Иванович укр. Сентюрин Володимир Іванович           | 20.12.1943            | пехота     | командир батальона 182-го гвардейского стрелкового полка 62-й гвардейской стрелковой дивизии 37-й армии Степного фронта | гвардии майор                        | 20.01.1918 — 05.08.1997 | [ БС 23 ] [ ГС 83 ] [ НЛ 77 ]   |
| 319   | Сенченко Владимир Петрович                                            | 27.06.1945            | авиация    | заместитель командира и штурман эскадрильи 1-го гвардейского истребительного авиационного полка 7-й гвардейской истребительной авиационной дивизии 2-го истребительного авиационного корпуса 2-й воздушной армии 1-го Украинского фронта                                                                           | гвардии капитан                      | 07.07.1922 — 26.08.1994 | [ БС 23 ] [ ГС 84 ] [ НЛ 78 ]   |
| 320   | Сенченко Фёдор Иванович                                               | 24.03.1945            | инженер    | временно исполняющий должность командира роты 210-го инженерно-сапёрного батальона 50-й инженерно-сапёрной бригады 50-й армии 2-го Белорусского фронта | лейтенант                            | 02.08.1921 — 15.08.1944 | [ БС 23 ] [ ГС 85 ] [ НЛ 79 ]   |
| 321   | Сенчихин Прокофий Фёдорович                                           | 10.01.1944            | артиллерия | временно исполняющий должность командира батареи 261-го отдельного истребительного противотанкового дивизиона 340-й стрелковой дивизии 38-й армии Воронежского фронта | младший лейтенант                    | 25.05.1923 — 24.03.1944 | [ БС 23 ] [ ГС 86 ] [ НЛ 80 ]   |
| 322   | Сенько Василий Васильевич укр. Сенько Василь Васильович               | 25.03.1943 29.06.1945 | авиация    | штурман экипажа 752-го авиационного полка 24-й авиационной дивизии Авиации дальнего действия штурман звена 10-го гвардейского авиационного полка 3-й гвардейской авиационной дивизии 3-го гвардейского авиационного корпуса 18-й воздушной армии                                                                   | младший лейтенант гвардии капитан    | 15.10.1921 — 05.06.1984 | [ БС 23 ] [ ГС 87 ] [ НЛ 81 ]   |
| 323   | Сеньков Тит Григорьевич бел. Сянькоў Ціт Рыгоравіч                    | 26.10.1944            | авиация    | штурман эскадрильи 81-го гвардейского бомбардировочного авиационного полка 1-й гвардейской бомбардировочной авиационной дивизии 2-го гвардейского бомбардировочного авиационного корпуса 5-й воздушной армии 2-го Украинского фронта                                                                               | гвардии капитан                      | 02.04.1917 — 22.02.1985 | [ БС 24 ] [ ГС 88 ] [ НЛ 82 ]   |
| 324   | Сенющенков Виктор Тихонович                                           | 22.02.1944            | артиллерия | наводчик миномёта 141-го армейского миномётного полка 8-й гвардейской армии Юго-Западного фронта | красноармеец                         | 28.09.1923 — 25.03.1998 | [ БС 25 ] [ ГС 89 ] [ НЛ 83 ]   |
| 325   | Сербин Фёдор Петрович укр. Сербин Федір Петрович                      | 27.06.1945            | авиация    | штурман эскадрильи 80-го гвардейского бомбардировочного авиаполка 1-й гвардейской бомбардировочной авиационной дивизии 6-го гвардейского бомбардировочного авиационного корпуса 2-й воздушной армии 1-го Украинского фронта                                                                                        | гвардии старший лейтенант            | 13.07.1919 — 03.04.1999 | [ БС 25 ] [ ГС 90 ] [ НЛ 84 ]   |
| 326   | Сербиненко Николай Илларионович укр. Сербиненко Микола Іларіонович    | 18.08.1945            | авиация    | командир звена 707-го штурмового авиационного полка 189-й штурмовой авиационной дивизии 10-го штурмового авиационного корпуса 17-й воздушной армии 3-го Украинского фронта | лейтенант                            | 07.11.1922 — 09.03.1981 | [ БС 25 ] [ ГС 91 ] [ НЛ 85 ]   |
| 327   | Сербулов Владимир Фёдорович укр. Сербулов Володимир Федорович         | 13.09.1944            | пехота     | командир роты 431-го стрелкового полка 52-й стрелковой дивизии 57-й армии 3-го Украинского фронта | старший лейтенант                    | 25.04.1921 — 09.10.1993 | [ БС 25 ] [ ГС 92 ] [ НЛ 86 ]   |
| 328   | Сергеев Александр Терентьевич                                         | 10.04.1945            | инженер    | командир сапёрного отделения 15-го отдельного моторизированного понтонно-мостового батальона 6-й понтонно-мостовой бригады РГК в составе войск 1-го Украинского фронта | старший сержант                      | 27.07.1915 — 03.11.1974 | [ БС 25 ] [ ГС 93 ] [ НЛ 87 ]   |
| 329   | Сергеев Александр Тимофеевич                                          | 31.05.1945            | кавалерия  | командир эскадрона 9-го гвардейского кавалерийского полка 3-й гвардейской кавалерийской дивизии 2-го гвардейского кавалерийского корпуса 1-го Белорусского фронта | гвардии капитан                      | 30.08.1916 — 10.07.1979 | [ БС 26 ] [ ГС 94 ] [ НЛ 88 ]   |
| 330   | Сергеев Алексей Маркелович                                            | 10.01.1944            | пехота     | командир отделения пулемётной роты 722-го стрелкового полка 206-й стрелковой дивизии 40-й армии Воронежского фронта | сержант                              | 05.10.1913 — 10.03.1943 | [ БС 27 ] [ ГС 95 ] [ НЛ 89 ]   |
| 331   | Сергеев Анатолий Андреевич                                            | 24.03.1945            | пехота     | командир батальона 77-го гвардейского стрелкового полка 26-й гвардейской стрелковой дивизии 11-й гвардейской армии 3-го Белорусского фронта | гвардии майор                        | 23.03.1915 — 06.02.1945 | [ БС 27 ] [ ГС 96 ] [ НЛ 90 ]   |
| 332   | Сергеев Василий Дмитриевич                                            | 24.03.1945            | артиллерия | командир батареи СУ-85 745-го самоходного артиллерийского полка 5-го механизированного корпуса 6-й танковой армии 2-го Украинского фронта | старший лейтенант                    | 04.03.1922 — 24.05.1970 | [ БС 27 ] [ ГС 97 ] [ НЛ 91 ]   |
| 333   | Сергеев Василий Павлович                                              | 26.10.1944            | авиация    | командир эскадрильи 62-го штурмового авиационного полка 233-й штурмовой авиационной дивизии 4-й воздушной армии 2-го Белорусского фронта | капитан                              | 23.12.1914 — 17.09.1991 | [ БС 27 ] [ ГС 98 ] [ НЛ 92 ]   |
| 334   | Сергеев Владимир Фёдорович                                            | 10.01.1944            | десантники | командир пулемётной роты 4-го гвардейского воздушно-десантного полка 2-й гвардейской воздушно-десантной дивизией 60-й армии Центрального фронта | гвардии старший лейтенант            | 1922 — 11.10.1943       | [ БС 27 ] [ ГС 99 ] [ НЛ 93 ]   |
| 335   | Сергеев Всеволод Павлович                                             | 04.02.1944            | авиация    | командир звена 48-го гвардейского отдельного авиационного полка дальних разведчиков Главного командования ВВС Красной Армии | гвардии лейтенант                    | 05.05.1917 — 11.06.1984 | [ БС 27 ] [ ГС 100 ] [ НЛ 94 ]  |
| 336   | Сергеев Дмитрий Степанович                                            | 31.05.1945            | артиллерия | командир орудия 157-го гвардейского артиллерийского полка 74-й гвардейской стрелковой дивизии 8-й гвардейской армии 1-го Белорусского фронта | гвардии сержант                      | 30.10.1922 — 13.03.2003 | [ БС 27 ] [ ГС 101 ] [ НЛ 95 ]  |
| 337   | Сергеев Иван Иванович                                                 | 17.11.1943            | танкист    | командир 54-й гвардейской танковой бригады 7-го гвардейского танкового корпуса 3-й гвардейской танковой армии Воронежского фронта | гвардии полковник                    | 27.10.1894 — 12.04.1962 | [ БС 28 ] [ ГС 102 ] [ НЛ 96 ]  |
| 338   | Сергеев Иван Николаевич                                               | 23.09.1944            | пехота     | командир роты 545-го стрелкового полка 389-й стрелковой дивизии 3-й гвардейской армии 1-го Украинского фронта | старший лейтенант                    | 14.09.1904 — 02.08.1944 | [ БС 29 ] [ ГС 103 ] [ НЛ 97 ]  |
| 339   | Сергеев Иван Фёдорович                                                | 13.09.1944            | артиллерия | командир орудия 32-го артиллерийского полка 31-й стрелковой дивизии 52-й армии 2-го Украинского фронта | сержант                              | 14.02.1916 — 1993       | [ БС 29 ] [ ГС 104 ] [ НЛ 98 ]  |
| 340   | Сергеев Леонид Александрович                                          | 24.03.1945            | пехота     | командир отделения 322-го стрелкового полка 32-й стрелковой дивизии 49-й армии 2-го Белорусского фронта | сержант                              | 29.09.1921 — 03.10.2006 | [ БС 29 ] [ ГС 105 ] [ НЛ 99 ]  |
| 341   | Сергеев Михаил Егорович                                               | 24.03.1945            | артиллерия | заряжающий орудия мотострелкового батальона 44-й мотострелковой бригады 1-го танкового корпуса 2-й гвардейской армии 1-го Прибалтийского фронта | красноармеец                         | 28.01.1924 — 19.08.1991 | [ БС 29 ] [ ГС 106 ] [ НЛ 100 ] |
| 342   | Сергеев Николай Александрович                                         | 31.03.1943            | танкист    | командир 20-го гвардейского танкового полка 3-й гвардейской механизированной бригады 1-го гвардейского механизированного корпуса 3-й гвардейской армии Юго-Западного фронта | гвардии майор                        | 09.05.1913 — 17.12.1942 | [ БС 29 ] [ ГС 107 ] [ НЛ 101 ] |
| 343   | Сергеев Пётр Егорович                                                 | 10.04.1945            | артиллерия | командир батареи 615-го гаубичного артиллерийского полка 47-й гаубичной артиллерийской бригады 13-й артиллерийской дивизии прорыва РГК в составе 13-й армии 1-го Украинского фронта | старший лейтенант                    | 1923 — 28.04.1945       | [ БС 29 ] [ ГС 108 ] [ НЛ 102 ] |
| 344   | Сергеев Пётр Петрович                                                 | 10.04.1945            | пехота     | заместитель по строевой части командира батальона 359-го стрелкового полка 50-й стрелковой дивизии 52-й армии 1-го Украинского фронта | капитан                              | 16.06.1915 — 29.09.1969 | [ БС 29 ] [ ГС 109 ] [ НЛ 103 ] |
| 345   | Сергеев Сергей Ефимович                                               | 24.03.1945            | пехота     | командир роты 945-го стрелкового полка 262-й стрелковой дивизии 31-й армии 3-го Белорусского фронта | старший лейтенант                    | 29.06.1919 — 14.10.1944 | [ БС 30 ] [ ГС 110 ] [ НЛ 104 ] |
| 346   | Сергеев Юрий Дмитриевич                                               | 31.05.1945            | артиллерия | командир дивизиона 159-го гвардейского артиллерийского полка 75-й гвардейской стрелковой дивизии 61-й армии 1-го Белорусского фронта | гвардии майор                        | 13.07.1920 — 17.09.2003 | [ БС 31 ] [ ГС 111 ] [ НЛ 105 ] |
| 347   | Сергеенков Николай Семёнович                                          | 02.09.1943            | авиация    | штурман эскадрильи 99-го гвардейского отдельного разведывательного авиационного полка 15-й воздушной армии Брянского фронта | гвардии капитан                      | 08.05.1916 — 28.02.1944 | [ БС 31 ] [ ГС 112 ] [ НЛ 106 ] |
| 348   | Сергиенко Василий Емельянович укр. Сергієнко Василь Омелянович        | 10.04.1945            | пехота     | командир взвода 337-го гвардейского стрелкового полка 121-й гвардейской стрелковой дивизии 13-й армии 1-го Украинского фронта | гвардии лейтенант                    | 1920 — 18.03.1945       | [ БС 31 ] [ ГС 113 ] [ НЛ 107 ] |
| 349   | Сергиенко Иван Васильевич укр. Сергієнко Іван Васильович              | 08.05.1965            | партизан   | активный участник партизанской борьбы на Украине, секретарь Розважевского подпольного райкома КП(б)У и секретарь запасного Киевского подпольного обкома КП(б)У | —                                    | 24.02.1918 — 25.01.1943 | ——                              |
| 350   | Сергиенко Николай Дмитриевич укр. Сергієнко Микола Дмитрович          | 27.02.1945            | артиллерия | командир орудия 196-го гвардейского артиллерийского полка 89-й гвардейской стрелковой дивизии 5-й ударной армии 1-го Белорусского фронта | гвардии старший сержант              | 10.05.1923 — 05.05.1997 | [ БС 31 ] [ ГС 115 ] [ НЛ 108 ] |
| 351   | Сергиенко Николай Егорович                                            | 13.09.1944            | пехота     | автоматчик отдельного гвардейского учебного стрелкового батальона 41-й гвардейской стрелковой дивизии 4-й гвардейской армии 2-го Украинского фронта | гвардии красноармеец                 | 1924 — 17.04.1945       | [ БС 31 ] [ ГС 116 ] [ НЛ 109 ] |
| 352   | Сергиенков Дмитрий Григорьевич                                        | 27.06.1945            | пехота     | снайпер 166-го гвардейского стрелкового полка 55-й гвардейской стрелковой дивизии 28-й армии 3-го Белорусского фронта | гвардии ефрейтор                     | 22.08.1926 — 07.09.2003 | [ БС 32 ] [ ГС 117 ] [ НЛ 110 ] |

| Навигационная таблица | Навигационная таблица                 |
| --------------------- | ------------------------------------- |
| «С»                   | Сабанов Григорий — Самсонов Владимир  |
| «С»                   | Самсонов Иван — Севрюков Алексей      |
| «С»                   | Севрюков Леонид — Сергиенков Дмитрий  |
| «С»                   | Сергов Алексей — Силантьев Николай    |
| «С»                   | Силин Николай — Скрылёв Алексей       |
| «С»                   | Скрылёв Виктор — Соболевский Анатолий |
| «С»                   | Собянин Гавриил — Сорокин Сергей      |
| «С»                   | Сорокин Фёдор — Степин Кузьма         |
| «С»                   | Степовой Арсентий — Сулин Семён       |
| «С»                   | Султанов Барый — Сябро Николай        |